# Fahr Sindram

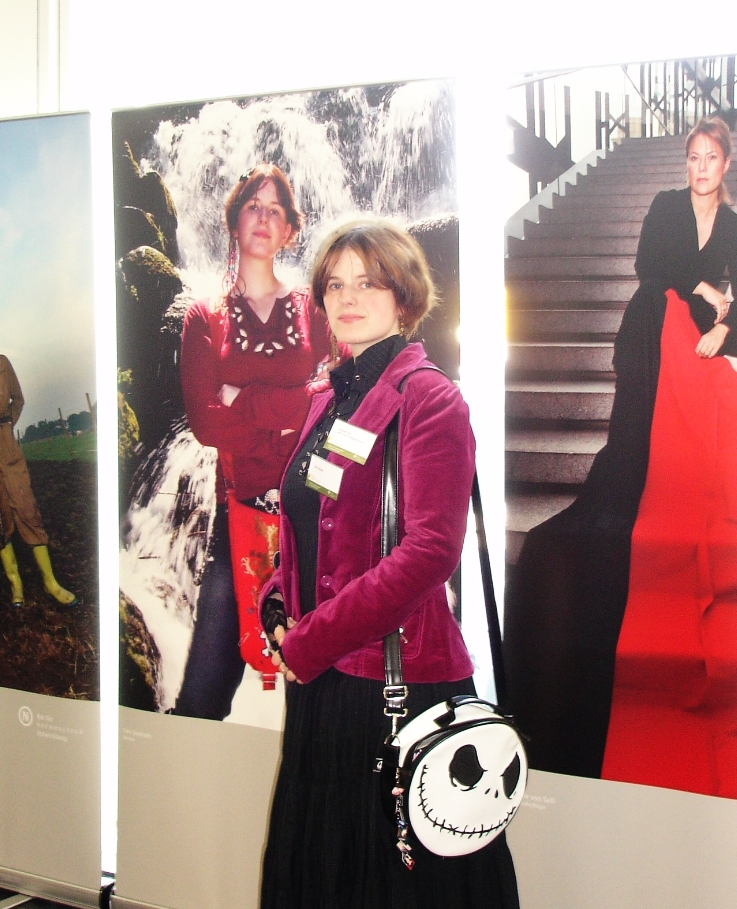
Fahr Sindram, 2006

Fahr Sindram (* 28. Januar 1981 in Kiel) ist eine deutsche Mangazeichnerin und Kinderbuchautorin.

## Werdegang
Sindram wurde 2005 auf der Leipziger Buchmesse entdeckt und vom Berliner Verlag Butter & Cream unter Vertrag genommen. Im Frühjahr desselben Jahres begann sie ihre Mitarbeit in der Mangaabteilung des Weimarer Verlages Schwarzer Turm, dessen Anthologie Paper Theatre sie mit entwarf und betreute. Darin erschien 2005 ihre Kurzgeschichte Ron und Lilly.
Im Juni 2006 erschien ihre erste Einzelveröffentlichung Losing Neverland, die sich gegen Kindesmissbrauch wendet. Im Rahmen des Internationalen Comic-Salons Erlangen wurden Illustrationen Sindrams zusammen mit Judith Park, Christina Plaka, Anike Hage, Gina Wetzel, DuO, Ying Zhou Cheng und Nina Werner in der Galerie Manga made in Germany ausgestellt.
Für Universal Music zeichnet sie ab 2007 die Rockband Cinema Bizarre im Mangastil. Dieses Artwork wurde bereits für Merchandiseartikel wie Tassen oder T-Shirts benutzt. Für das Portal Comicstars des Münchner Verlages Knaur ist sie, zusammen mit Markus Heitz, als Jurymitglied tätig.
Im Juni 2011 wurde während des Münchener Comicfestivals eine Winnetou-Ausstellung im Jagd- & Fischerei-Museum gezeigt, in dessen Rahmen auf Fahr Sindrams Beitrag ausgestellt wurde.

## Arbeitsweise und Stil
Fahr Sindram erstellt ihre Kolorationen und Rasterfolien direkt am PC. Nach dem Tuschen der Seiten werden diese gescannt und danach im Computer bearbeitet. Dabei füllt sie auch Schwarzflächen aus und fügt Schatten hinzu. Das Lettering übernimmt der Verlag.
Die Figuren Fahr Sindrams zeichnen sich vor allem durch ausdrucksstarke Augen und detailreiche Kostüme im Gothicstil aus. Die Welt am Sonntag bezeichnete ihren Stil als „auffällig, düster und verspielt“. Insbesondere ihr Engagement gegen Kinderpornografie wird positiv hervorgehoben.

## Ehrungen
Für ihre Veröffentlichung Losing Neverland wurde Fahr Sindram vom Rat für Nachhaltige Entwicklung in die 15 Porträts umfassende Fotoreihe „Die Kunst das Morgen zu denken“ aufgenommen, die erstmals im September 2006 in Berlin gezeigt wurde. Der Rat würdigte damit ausdrücklich ihr präventives Wirken gegen Kinderpornografie in Comics. Sie ist die erste Comiczeichnerin, die diese Ehrung bis dato erhalten hat.

## Werke
- Ron und Lilly, bei Schwarzer Turm (seit 2005, bisher 6 Bände)
- Losing Neverland, bei Butter & Cream (seit 2006, bisher 2 Bände)
- Unheimlich, bei Edition 52 (2008)
- Cinema Bizarre, bei Universal Music (2008)
- Skeffington Scatters Cartoon, in Manga-Mixx 6 von Animexx (2008)
- Lord Skeffington Scatters – Katzenärger, zusammen mit Walther Hans, bei Butter & Cream (2009)
- Pouka & Spooks: Das kleine Todes-ABC der Liebe, bei Butter & Cream (2010)
- Hugh! Winnetou – Hommage an Karl May und Helmut Nickel, bei Edition 52 (2011)
- Losing Neverland-Storybook, bei Butter & Cream (2012)